# アバンタイトル
アバンタイトル（avant-title、仏英混合の造語、アヴァンタイトル、略してアバンとも）は、映画やドラマ、アニメや特撮などでオープニングに入る前に流れるプロローグシーンのこと。プレタイトル（英語：pretitle）と呼ばれることもある。また、英語では一般的にこのような映像手法をコールドオープン（cold open）という。

## 概要
テレビドラマにおいては古くから採用されていたが（『太陽にほえろ!』『古畑任三郎』のものが有名）、2000年代以降に多くのテレビアニメが採用するようになっているが長さにはばらつきがある。
メインスタッフのクレジットを置く場合や、前回までの話のまとめ（あらすじ）、今回の導入部など、アバンタイトルで扱う内容は作品によって様々である。
ワイドショーの番組でも冒頭の話題が取り上げられる時に、この手法を利用することがある。